# 柳沢テツヤ
柳沢 テツヤ（やなぎさわ てつや、5月28日 - ）は、日本の男性アニメーター、キャラクターデザイナー、アニメ演出家・監督。岡山県出身。

## 来歴・人物
中村プロダクション出身。監督作『神無月の巫女』の登場キャラクター（大神ソウマ）に由来した大上相馬や、柳沢哲也などでクレジットされることもある。
代表作に『円盤皇女ワるきゅーレ』シリーズ（アニメーションディレクター）、『神無月の巫女』（監督）など。アニメーターの藤井まきとは夫婦である。
キャリア初期の80年代～90年代にかけては、富野由悠季監督作品、高橋良輔監督作品、神田武幸監督作品などに携わり、『勇者シリーズ』や『エルドランシリーズ』にも関与した。特に『勇者シリーズ』は『勇者特急マイトガイン』を除いては全作に参加している。
監督としては、ティー・エヌ・ケー制作作品に参加することが多い。

## 参加作品

### テレビアニメ
1981年
- 太陽の牙ダグラム（1981年 - 1983年、動画）

1982年
- スペースコブラ（1982年 - 1983年、動画）

1983年
- キャッツ・アイ（1983年 - 1985年、動画）
- 特装機兵ドルバック（1983年 - 1984年、動画）
- 装甲騎兵ボトムズ（1983年 - 1984年、原画）

1984年
- 重戦機エルガイム（1984年 - 1985年、原画）
- 機甲界ガリアン（1984年 - 1985年、原画）

1985年
- 超獣機神ダンクーガ（原画）

1986年
- Bugってハニー（1986年 - 1987年、作監補・原画）

1987年
- 機甲戦記ドラグナー（1987年 - 1988年、原画）
- ミスター味っ子（1987年 - 1989年、原画）

1988年
- 魔神英雄伝ワタル（1988年 - 1989年、原画）

1989年
- 獣神ライガー（1989年 - 1990年、原画）
- 魔動王グランゾート（1989年 - 1990年、原画）

1990年
- 勇者エクスカイザー（1990年 - 1991年、原画）

1991年
- 太陽の勇者ファイバード（作画監督）

1992年
- 伝説の勇者ダ・ガーン（作画監督）
- コボちゃん（1992年 - 1994年、原画）
- 元気爆発ガンバルガー（1992年 - 1993年、作画監督）
- 超電動ロボ 鉄人28号FX（1992年 - 1993年、原画）
- ママは小学4年生（作画監督・原画）

1993年
- 熱血最強ゴウザウラー（1993年 - 1994年、作画監督）
- 疾風!アイアンリーガー（作画監督）

1994年
- 勇者警察ジェイデッカー（1994年 - 1995年、作画監督）
- 覇王大系リューナイト（1994年 - 1995年、作画監督）

1995年
- 黄金勇者ゴルドラン（1995年 - 1996年、作画監督）
- 鬼神童子ZENKI（作画監督）

1996年
- 地獄先生ぬ〜べ〜（1996年 - 1997年、作画監督）
- 勇者指令ダグオン（1996年 - 1997年、作画監督）
- 天空のエスカフローネ（作画監督・作画監督協力）
- 超者ライディーン（1996年 - 1997年、作画監督）

1997年
- EAT-MAN（作画監督）
- ネクスト戦記EHRGEIZ（キャラクターデザイン・作画監督）
- 勇者王ガオガイガー（1997年 - 1998年、作画監督・原画）
- BURN-UP EXCESS（オープニングアニメーション）

1998年
- Weiß kreuz（キャラクターデザイン・総作画監督・作画監督）

1999年
- ベターマン（キャラクター作画監督）
- セラフィムコール（作画監督）
- D4プリンセス（作画監督）
- ビーストウォーズネオ 超生命体トランスフォーマー（OP原画）

2000年
- HAND MAID メイ（アニメーションディレクター）

2001年
- あぃまぃみぃ!ストロベリー・エッグ（アニメーションディレクター・作画監督）
- サイボーグ009 THE CYBORG SOLDIER（2001年 - 2002年、原画）

2002年
- 円盤皇女ワるきゅーレ（アニメーションディレクター・作画監督）

2003年
- 円盤皇女ワるきゅーレ 十二月の夜想曲（アニメーションディレクター・絵コンテ・作画監督）
- ストラトス・フォー（絵コンテ・作画監督）
- 出撃!マシンロボレスキュー（絵コンテ）

2004年
- 神無月の巫女（監督・絵コンテ・演出・原画 / OP絵コンテ・演出）

2005年
- 強殖装甲ガイバー（2005年 - 2006年、絵コンテ）
- うえきの法則（2005年 - 2006年、絵コンテ）※大上相馬名義
- エンジェル・ハート（2005年 - 2006年、絵コンテ）※大上相馬名義

2006年
- Fate/stay night（絵コンテ、後期OP絵コンテ）
- 落語天女おゆい（絵コンテ・OP原画）
- ゼロの使い魔（絵コンテ）※大上相馬名義
- ひぐらしのなく頃に（絵コンテ）※大上相馬名義
- ゴーストハント（2006年 - 2007年、絵コンテ）※大上相馬名義

2007年
- 京四郎と永遠の空（監督・絵コンテ・演出・原画 / OP絵コンテ・演出・原画・ED絵コンテ・演出）
- スカイガールズ（絵コンテ）
- 桃華月憚（絵コンテ）
- バンブーブレード（2007年 - 2008年、作画監督）

2008年
- シゴフミ（絵コンテ）
- 破天荒遊戯（絵コンテ）
- 隠の王（絵コンテ）
- あかね色に染まる坂（絵コンテ、OP原画、原画）
- とある魔術の禁書目録（絵コンテ）
- 鉄のラインバレル（絵コンテ）

2009年
- クッキンアイドル アイ!マイ!まいん!（絵コンテ）
- ハヤテのごとく!!（絵コンテ）※大上相馬名義
- とある科学の超電磁砲（絵コンテ）※大上相馬名義
- 生徒会の一存（絵コンテ）
- そらのおとしもの（絵コンテ・演出・作画監督）

2010年
- 一騎当千 XTREME XECUTOR（絵コンテ）
- 裏切りは僕の名前を知っている（絵コンテ）※大上相馬名義
- ぬらりひょんの孫（絵コンテ）
- オオカミさんと七人の仲間たち（絵コンテ）※大上相馬名義
- そらのおとしものf（絵コンテ・演出）
- STAR DRIVER 輝きのタクト（絵コンテ）

2011年
- とある魔術の禁書目録II（絵コンテ）※大上相馬名義
- スーパーロボット大戦OG -ジ・インスペクター-（絵コンテ・演出）
- 神様のメモ帳（絵コンテ）
- ぬらりひょんの孫 〜千年魔京〜（絵コンテ）

2012年
- ハイスクールD×D（監督・絵コンテ・演出 / OP絵コンテ・演出・原画）
- 蒼い世界の中心で（監督・絵コンテ）

2013年
- ハイスクールD×D NEW（監督）
- ロウきゅーぶ!SS（原画）

2014年
- 健全ロボ ダイミダラー（監督）
- 精霊使いの剣舞（監督）

2015年
- ハイスクールD×D BorN（監督・原画）

2017年
- タイガーマスクW（絵コンテ）
- sin 七つの大罪（絵コンテ）
- フューチャーカード バディファイトX（絵コンテ）
- 戦刻ナイトブラッド（レイアウト監修・絵コンテ）
- Dies irae（絵コンテ）

2018年
- 奴隷区 The Animation（絵コンテ）
- 閃乱カグラ SHINOVI MASTER -東京妖魔篇-（監督・絵コンテ・演出）

2019年
- 警視庁 特務部 特殊凶悪犯対策室 第七課 -トクナナ-（絵コンテ）
- 神田川JET GIRLS（絵コンテ）

2020年
- とある科学の超電磁砲T（絵コンテ）
- 継つぐもも（絵コンテ）

2021年
- 回復術士のやり直し（絵コンテ）
- チート薬師のスローライフ〜異世界に作ろうドラッグストア〜（絵コンテ）

2022年
- オリエント（監督・絵コンテ）

2023年
- 暴食のベルセルク（監督・絵コンテ・演出）

2024年
- グレンダイザーU（絵コンテ）

2025年
- 俺は星間国家の悪徳領主!（監督・絵コンテ）

### 劇場アニメ
1984年
- レンズマン（動画）

1994年
- 劇場版 GS美神 極楽大作戦!!（原画）

1996年
- (超)劇場版!地獄先生ぬ〜べ〜（原画）

2010年
- 劇場版 Fate/stay night UNLIMITED BLADE WORKS（絵コンテ）

2011年
- 劇場版 そらのおとしもの 時計じかけの哀女神（監督・絵コンテ・演出・原画）

2016年
- ずっと前から好きでした。〜告白実行委員会〜（監督）
- 好きになるその瞬間を。〜告白実行委員会〜（監督）

### OVA
1987年
- ヘル・ターゲット（原画）

1992年
- ウルフガイ（原画）
- ドラゴンスレイヤー英雄伝説 王子の旅立ち（モンスター キャラクターデザイン・原画）

1995年
- 覇王大系リューナイト アデュー・レジェンド（作画監督）
- 疾風!アイアンリーガー 銀光の旗の下に（作画監督・原画）
- 無責任艦長タイラー（OVAシリーズ）（1995年 - 1996年、作画監督）

1997年
- 勇者指令ダグオン 水晶の瞳の少年（キャラクターデザイン・作画監督）

2003年
- マジンカイザー 死闘!暗黒大将軍（原画）
- 円盤皇女ワるきゅーレSPECIAL（監督）

2005年
- 円盤皇女ワるきゅーレ 星霊節の花嫁（アニメーションディレクター・原画）
- ストラトス・フォー アドヴァンス（作画監督）
- いつだってMyサンタ!（予告アニメーション原画）

2006年
- 円盤皇女ワるきゅーレ 時と夢と銀河の宴（アニメーションディレクター・絵コンテ・演出）
- Memories Off #5 とぎれたフィルム THE ANIMATION（原画）

2009年
- あかね色に染まる坂 ハードコア（ビックジェノキラーパート作画監督・原画）

2011年
- 最遊記外伝（絵コンテ）

### Webアニメ
2011年
- Starry☆Sky（絵コンテ）

2021年
- おしえて北斎! -THE ANIMATION-（絵コンテ）